# 임연
임연(林衍, 1215년~1270년)은 고려 후기의 무신(武臣), 권신(權臣), 정치인이다. 본관은 진천(鎭川).
1268년부터 1270년까지 2년 동안 고려 왕조의 실권을 맡았다.

## 생애
1231년 임연은 제1차 고려-몽골 전쟁 때 아이들과 병정놀이를 하며 놀고 있었는데, 고려의 대장군인 송언상이 고향 땅인 진천으로 오게 되었으며 진짜 전쟁처럼 지휘를 하며 놀고 있었다. 대장군 송언상이 이를 보고 비범하게 여겨 그에 의해 개경으로 가 그의 종이 되었고 또한 학문과 무예를 배웠으나 그가 병사하자 고향으로 돌아와 홀로 학문과 무예를 익혔다.
1234년에 몽골병을 격퇴한 공으로 대정(隊正)이 되었다. 후에 임연은 김준과 함께 최우, 최항을 섬겼으며 김준을 따르면서 양자로 불리기도 하였다.
1258년(고종 45년) 류경, 김준 등과 함께 최의를 죽이고 왕권을 회복시킨 공으로 위사공신(衛社功臣)이 되었다.
1268년에는 김준을 죽였으며, 원종을 폐하여 영종을 옹립하는 한편 교정별감이 되어 모든 실권을 장악했다. 원종 폐립 사건으로 원나라 세조인 쿠빌라이 칸과 충돌하여 원종을 복위시켰으나, 원나라의 친조(親朝) 요구를 거부했다.
원종이 몽골에서 귀국하기 전에 출륙환도(出陸還都)와 권신의 제거를 약속했다. 원종이 몽골병과 함께 귀국하려 하자, 임연은 야별초를 각 지방에 보내어 백성의 해도입거(海島入居)를 명하고, 몽골에 항전할 태세를 갖추었으나 1270년 등창으로 죽었다. 차남 임유무가 뒤를 이었다.

## 가계
- 부인 : 미상
  - 장남 : 임유간(林惟幹)
  - 차남 : 임유무(林惟茂 1248 ~ 1270)
  - 삼남 : 임유인(林惟栶 1252 ~ 1270)
  - 사남 : 임유거(林惟柜)
  - 오남 : 임유제(林惟提)

## 임연이 등장한 작품
- 《무신》(MBC, 2012년~2012년, 배우:안재모)

## 같이 보기
- 고려 원종
- 대몽항쟁
- 김준
- 최우
- 최항
- 최의
- 임유무

## 참고 자료
- 박영규 저 〈한권으로 읽는 고려왕조실록〉웅진닷컴 ISBN 8901047535